# King Kong vs. Godzilla
King Kong vs. Godzilla (Japanse titel: キングコング対ゴジラ/Kingu Kongu tai Gojira; Nederlandse titel: King Kong contra Godzilla; Vlaamse titel: King Kong tegen Godzilla) is een film van de Japanse filmmaatschappij  Toho. De film is de derde film in de lijst van Godzilla-films, maar wordt ook tot de officiële King Kong-films gerekend. De film werd geregisseerd door Ishirõ Honda.

## Verhaal
Mr. Tako, hoofd van het bedrijf “Pacific Pharmaceuticals” is woedend over de televisie shows die door zijn bedrijf worden gesponsord daar zijn bedrijf er niet tot nauwelijks aandacht in krijgt. Wanneer een dokter hem verteld over een enorm monster dat hij ontdekt heeft op het kleine eiland Faro Island, komt Tako met het idee dit monster te gebruiken voor een soort publiciteitsstunt. Hij stuurt meteen twee mannen, Sakurai en Kinsaburo, om dit monster te vinden en te vangen.
Ondertussen loopt de Amerikaanse onderzeeër Seahawk vast op een ijsberg. Dit blijkt helaas voor de bemanning dezelfde ijsberg te zijn als waar Godzilla zeven jaar geleden in gevangen werd gezet door de JSDF (in “Godzilla Raids Again”). Wanneer er een reddingshelikopter arriveert breekt Godzilla uit en zet koers richting een Japanse basis vlakbij. Al gauw zijn de beelden van Godzilla die de Japanse basis vernield overal op tv te zien. Deze enorme mediagekte rondom Godzilla maakt Tako alleen maar woester.
Op Faro Island valt een enorme inktvis een lokaal dorp aan. King Kong duikt voor het eerst op en verslaat de inktvis. Hierna weten Sakurai en Kinsaburo hem te verdoven met een soort rood bessensap. Ze vervoeren hem op een enorm vlot naar Japan. Eenmaal in Japan wordt King Kong al snel het nieuwe gesprek van de dag. Tako’s publiciteitsstunt lijkt dus te werken. Een van zijn assistenten vraagt zich af wie sterker zou zijn: King Kong of Godzilla.

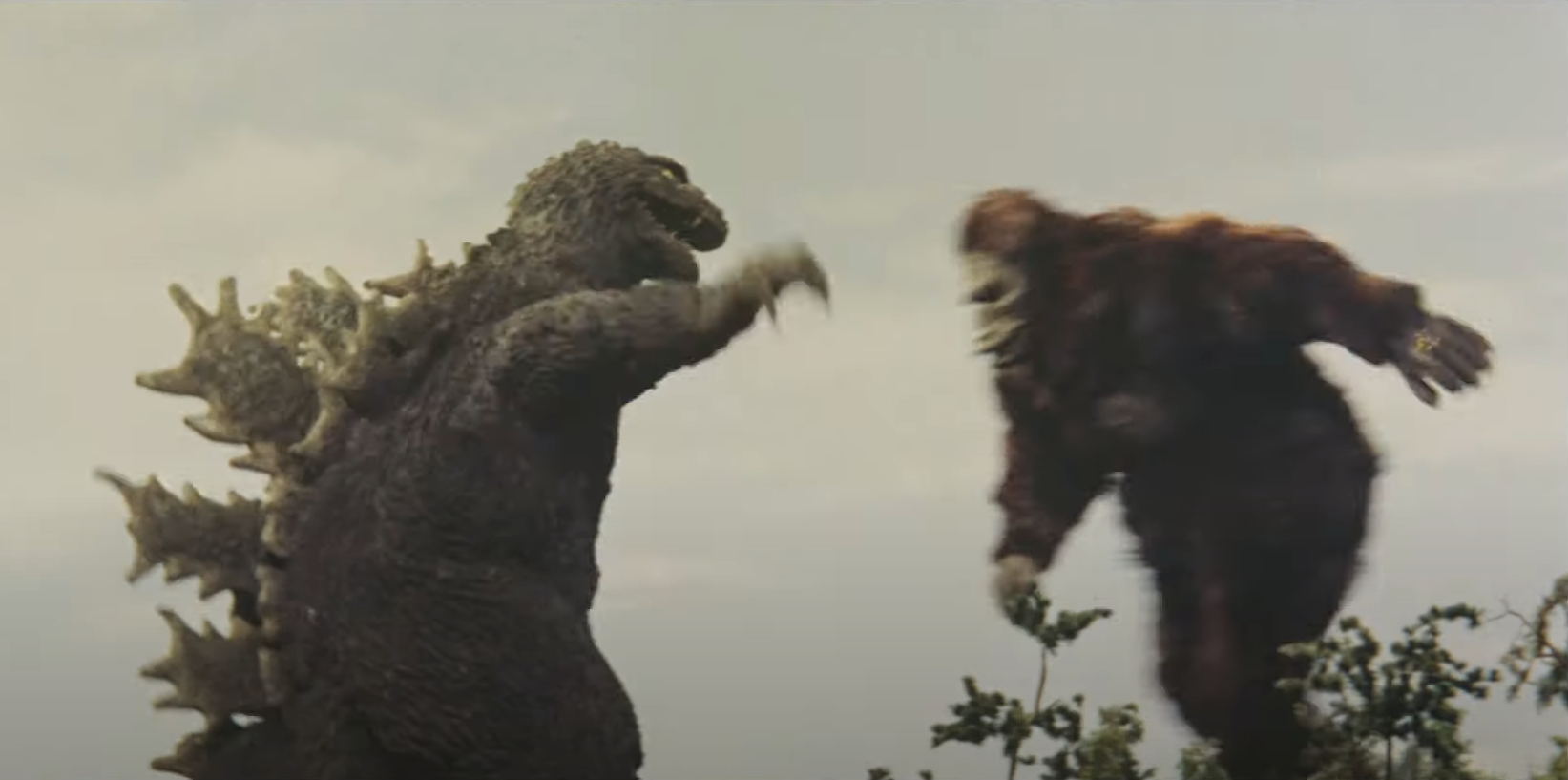
King Kong vecht met Godzilla

Tako arriveert op het schip dat Kong vervoerde. Echter, op dat moment is de verdoving uitgewerkt en King Kong breekt los van het vlot en vlucht richting het vasteland van Japan. Al snel komen King Kong en Godzilla tegenover elkaar te staan en hun eerste gevecht begint waarin Godzilla sterker blijkt te zijn en King Kong trekt zich terug.
De JSDF zet 1 miljoen volt op een paar hoogspanningskabels vlak bij King Kong en Godzilla. De elektrische schok verzwakt Godzilla, maar lijkt King Kong juist sterker te maken. Kong valt hierop Tokio aan waar de JSDF hem wederom verdooft met hetzelfde bessensap. Dan komt een van de JSDF-leden met het idee King Kong naar Godzilla te vervoeren in de hoop dat de twee monsters wederom op de vuist gaan en hopelijk elkaar vernietigen.
Het plan werkt. Godzilla lijkt eerst te winnen wanneer hij Kong knock-out slaat, maar een plotseling losbrekende onweersbui brengt Kong weer bij kennis en maakt hem sterker. Uiteindelijk vallen beide monsters in zee. Na een tijdje komt King Kong weer boven en begint terug te zwemmen richting Faro Island. Toeschouwers zijn er niet zeker van of Godzilla het gevecht overleefd heeft of niet.

## Rolverdeling
| Acteur            | Personage             |
| ----------------- | --------------------- |
| Tadao Takashima   | Osamu Sakurai         |
| Kenji Sahara      | Kazuo Fujita          |
| Yu Fujiki         | Kinsaburo Furue       |
| Ichirô Arishima   | Mr. Tako              |
| Jun Tazaki        | General Masami Shinzo |
| Akihiko Hirata    | Dr. Shigezawa         |
| Mie Hama          | Fumiko Sakurai        |
| Akiko Wakabayashi | Tamiye                |
| Akemi Negishi     | Chikiro's Mother      |
| Senkichi Omura    | TTV Translator Konno  |
| Sachio Sakai      | Obayashi              |
| Haruya Kato       | Obayashi's assistant  |
| Nadao Kirino      | General's Aide        |
| Kenzo Tabu        | Dreary Newscaster     |

## Achtergrond

### Geschiedenis
De film vond zijn oorsprong in een concept voor een nieuwe Kong film bedacht door Willis O'Brien, de man achter de special effects in de klassieke film. Hij was van plan Kong te laten vechten tegen een enorme versie van Frankensteins monster. Hij plande om net als in de originele King Kong film stop-motion te gebruiken voor beide monsters. Hij benaderde producer John Beck met dit idee, maar al gauw bleek dat de kosten voor de vele stop motion die nodig zou zijn te hoog waren.
Beck ging in plaats daarvan met O’Briens idee naar de Japanse filmmaatschappij Toho, die op dat moment het plan hadden om na zeven jaar weer een film te maken over hun monster Godzilla. Ook wilde Toho een grote film om hun dertigjarig bestaan te vieren. Toho kocht het idee over en verving Kongs tegenstander door Godzilla.

### Overzicht
In tegenstelling tot veel andere films uit de Godzilla serie was deze film niet bedoeld om serieus genomen te worden. De film bevat vooral veel humor. Dit wordt vooral verweten aan Eiji Tsuburaya die de Godzilla films wat minder gewelddadig wilde maken. De film bevat een hoop parodieën op de commercialisering en de media in het Japan van die tijd.
De King Kong uit de film had weinig tot niets te maken met de King Kong uit de originele film uit 1933. Zo was de Toho King Kong minstens vijf keer groter dan de Amerikaanse (met een totaal van 45 meter) en beschikte over de eigenschap zich te kunnen genezen met elektriciteit.
Zoals gebruikelijk voor dit soort Japanse kaiju films werden de monsters gespeeld door acteurs in rubber pakken in een miniatuurlandschap (suitmation). Om die reden doet het gevecht tussen King Kong en Godzilla meer denken aan een soort worstelwedstrijd tussen twee verklede mensen.
Veel van de humor is echter weggehaald in de Amerikaanse versie van de film uitgebracht door Universal Studios. Producer John Beck knipte veel scènes met Japanse acteurs uit de film en verving deze door nieuwe scènes met Amerikaanse acteurs. Ook werd de originele filmmuziek vervangen in de Amerikaanse versie.

### Dubbel eind
Al sinds het uitkomen van de film doet er zich een weid verspreid misverstand ronde dat de film twee verschillende eindes zou hebben: een overwinning voor King Kong in de Amerikaanse versie en een overwinning voor Godzilla in de Japanse versie. Dit is echter niet waar. Beide versies van de film eindigen met dat beide monsters in zee vallen, waarna Kong weer boven water komt en wegzwemt. De toeschouwers lijken opgelucht wanneer Kong bovenkomt omdat ze ervan uitgaan dat Kong Godzilla gedood heeft.
Het enige verschil tussen de twee versies is dat wanneer in de Japanse versie de woorden “THE END” verschijnen, men Godzilla hoort brullen, gevolgd door een brul van Kong als teken dat hij inderdaad de winnaar is. In de Amerikaanse versie is Godzilla's gebrul niet te horen. In plaats daarvan hoort men journalist Eric Carter die Kong geluk wenst op zijn terugreis. Deze scène is er voor de Amerikaanse versie bij gefilmd.

## Trivia
- In Japan had deze film de hoogste opbrengst uit kaartverkoop van alle Godzilla films
- Dit was de eerste film in kleur voor zowel King Kong als Godzilla.
- Eiji Tsuburaya maakte King Kong in deze film expres minder eng zodat het publiek meer achter Kong zou staan dan achter de monsterlijke Godzilla. Veel King Kong fans haten de Kong uit deze film echter.
- De afbeelding van Kong op de Amerikaanse filmposter was die van de Kong uit de 1933 film in plaats van de Kong uit deze film.
- In 1991 stond een remake van de film getiteld “Godzilla vs King Kong” gepland, als onderdeel van de Heisei Serie van de Godzilla films. De televisiezender Turner vroeg echter te veel geld voor het gebruik van Kong en de film werd veranderd in “Godzilla vs. King Ghidorah“.
- Ishirõ Honda was eerst van plan om Willis O’Briens stop-motion techniek te gebruiken in plaats van suitmation. Dit plan moest vanwege budget tekort worden opgegeven. Er zijn echter wel een paar scènes in de film waar stop-motion wordt gebruikt. Onder andere in het gevecht met de enorme inktvis.